# 웨청구

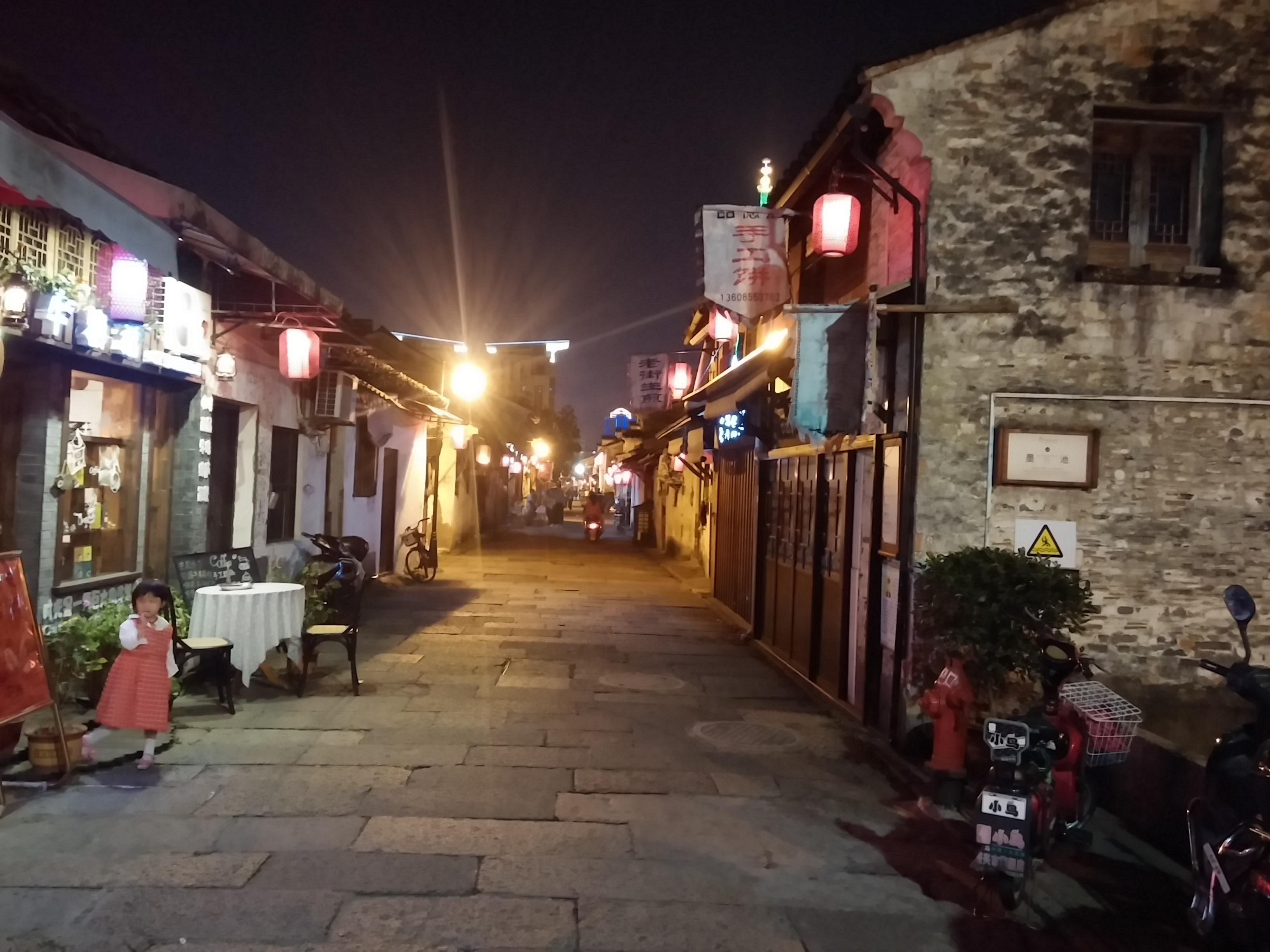

웨청구(한국어: 월성구, 중국어: 越城区, 병음: Yuèchéng Qū)는 중화인민공화국 저장성 사오싱 시의 현급 행정구역이다. 넓이는 338km2이고, 인구는 2007년 기준으로 650,000명이다. 구청 소재지는 타산 가도(塔山街道)이다.

## 행정 구역
7개 가도, 7개 진을 관할한다.
- 가도: 塔山街道, 府山街道, 北海街道, 蕺山街道, 城南街道, 稽山街道, 迪荡街道.
- 진: 灵芝镇, 东湖镇, 皋埠镇, 马山镇, 斗门镇, 鉴湖镇, 东浦镇.